# Spedizioniere
Lo spedizioniere  è colui che, in forma d’impresa, opera come intermediario tra colui che deve trasportare cose via terra, mare o aria (committente o mandante) e colui che effettua il trasporto con  mezzi propri o di altri (vettore o trasportatore). Lo spedizioniere svolge tutte le attività connesse alla spedizione e stipula un contratto di spedizione, che è un mandato col quale lo spedizioniere assume l'obbligo di concludere, in nome proprio e per conto del mandante, un contratto di trasporto e di compiere le operazioni accessorie (art. 1737 c.c.).
In Italia coloro che intendono svolgere l'attività di spedizioniere devono essere in possesso dei requisiti morali e professionali stabiliti dalla L. 14/11/1941, n. 1442 e dell'art. 76 del d.lgs. 26/3/2010 n. 59, attuato con DM 26 ottobre 2011.
Si tratta principalmente di un lavoro di organizzazione nel campo di trasporto di merci, infatti una delle sue definizioni è di architetto del trasporto.
Il suo compito principale è concludere un contratto di spedizione, cioè evadere la necessità di un cliente di trasferire i materiali acquistati o venduti, spesso da e verso l'estero, aiutandolo nell'evasione di tutte le pratiche doganali e fiscali necessarie, nonché nel reperimento dei mezzi di trasporto più idonei.
Nel campo del trasporto internazionale su gomma si può avvertire una prima divisione degli spedizionieri in due tipi; il primo è quello che si è specializzato nel servire un tipo di clientela omogeneo, imparando le caratteristiche dei materiali prodotti e organizzando i trasporti per ogni parte del mondo in stretto contatto con la catena della logistica aziendale; il secondo è quello che si è specializzato invece in una (o più) determinata linea di traffico tra due nazioni diverse, offrendo il servizio ad ogni tipologia di cliente.
Allo spedizioniere viene oggi chiesta una sempre maggiore attenzione a tutti i dettagli del trasferimento dei materiali, dall'aiuto nel conoscere i regolamenti e le leggi in vigore nelle varie nazioni, all'aiuto nell'ottenere o nel garantire il pagamento delle merci, usualmente tramite CAD (Cash Against Documents), COD (Cash on Delivery) e lettera di credito bancaria, oltre naturalmente al seguire e garantire tutte le fasi del processo. Nella maggior parte dei casi, soprattutto per la manipolazione delle piccole partite di merce, lo spedizioniere ha provveduto ad attrezzarsi di magazzini propri dove svolge il consolidamento delle spedizioni. Non appena raggiunta una mole sufficiente di merci o nel giorno designato provvede poi al carico delle merci sul mezzo di trasporto più adatto.
È compito dello spedizioniere la scelta del trasportatore più idoneo, a cui affidare il singolo trasporto a carico completo o il gruppo di materiali consolidati a groupage. Altrettanta sua responsabilità è allacciare rapporti con uno spedizioniere estero (il corrispondente), sua controparte nell'effettuazione delle stesse operazioni a destino.
Una branca specialistica di questo comparto è il "doganalista", figura professionale iscritta ad albo, fornita di regolare abilitazione professionale (patente), ottenuta con esame ministeriale, a cui è delegata la rappresentanza ufficiale del cliente in dogana.
È il soggetto che aiuta a classificare la merce in base alla tipologia, a verificare e suggerire quali operazioni doganali effettuare in dogana, controllare la correttezza dei documenti commerciale emessi dagli importatori ed esportatori di merce. Firma in nome e per conto del cliente bolle doganali ed eventualmente certificati doganali accessori (EUR1, ATR...)
Naturalmente anche nel campo del trasporto ferroviario, in quello aereo o navale, come nel campo dei trasporti intermodali sono presenti spedizionieri che conoscono a fondo tutte le problematiche correlate alla tipologia del proprio tipo di trasporto.